# Doris Eckert
Doris Eckert (verheiratete Runzheimer; * 10. Februar 1915 in Frankfurt am Main; † 30. Oktober 2005 in Bad Homburg vor der Höhe) war eine deutsche Hürdenläuferin.
Bei den Olympischen Spielen 1936 in Berlin wurde sie Sechste über 80 m Hürden.
1936 wurde sie Deutsche Meisterin über 80 m Hürden. Ihre persönliche Bestzeit in dieser Disziplin von 11,7 s stellte sie am 1. August 1937 in Berlin auf.